# Comparação entre os desfiles das escolas de samba do Rio e de São Paulo
Este artigo mostra as principais diferenças nos desfiles e regras dos Carnavais no Rio de Janeiro e em São Paulo.

## Regras
- Regras de 2013.

### Desfiles
| Desfile das escolas de samba de São Paulo | Desfile das escolas de samba do Rio de Janeiro |
| --- | --- |
| - Desfiles das escolas do Grupo Especial ocorrem na madrugada de sexta-feira e na de Sábado de Carnaval. - Desfilam 14 Escolas no Grupo Especial. 7 no 1o dia, e 7 no 2o. - Desfile das Campeãs ocorre na primeira Sexta-feira pós-apuração, com 7 escolas (Campeã e Vice do Grupo de Acesso e as 5 mais bem colocadas do Grupo Especial) | - Desfiles das escolas do Grupo Especial ocorrem na madrugada de Domingo e na de Segunda-feira de Carnaval. - Desfilam 12 Escolas no Grupo Especial. 6 no 1o dia, e 6 no 2o. - Desfile das Campeãs ocorre no primeiro Sábado pós-apuração, com as 6 escolas mais bem colocadas do Grupo Especial. |

#### Sambódromos
| Desfile das escolas de samba de São Paulo | Desfile das escolas de samba do Rio de Janeiro |
| --- | --- |
| - Desfiles ocorrem no Sambódromo do Anhembi - Foi construído e inaugurado em 1993. - Possui 530 metros de comprimento e catorze metros de largura. - Tem capacidade para cerca de 30 000 pessoas. | - Desfiles ocorrem no Sambódromo da Marquês de Sapucaí - Foi construído e inaugurado em 1984. - Possui cerca 700 metros de comprimento. - Tem capacidade para 75 000 pessoas |

#### Tempo de Desfile
| Desfile das escolas de samba de São Paulo | Desfile das escolas de samba do Rio de Janeiro |
| ----------------------------------------- | ---------------------------------------------- |
| De 55 a 65 min                            | De 60 a 70 min                                 |

### Alegorias
| Desfile das escolas de samba de São Paulo | Desfile das escolas de samba do Rio de Janeiro |
| ----------------------------------------- | ---------------------------------------------- |
| De 4 a 5 carros alegóricos                | De 4 a 6 carros alegóricos                     |

### Componentes
| Desfile das escolas de samba de São Paulo               | Desfile das escolas de samba do Rio de Janeiro  |
| ------------------------------------------------------- | ----------------------------------------------- |
| - Mínimo: 2.000 pessoas. - Não existe um número máximo. | - Mínimo: 2.500 pessoas. - Máximo: 3500 pessoas |

### Comissão de Frente
| Desfile das escolas de samba de São Paulo | Desfile das escolas de samba do Rio de Janeiro |
| ----------------------------------------- | ---------------------------------------------- |
| De 6 a 15 integrantes                     | de 10 a 15 integrantes                         |

### Ala das Baianas
| Desfile das escolas de samba de São Paulo                 | Desfile das escolas de samba do Rio de Janeiro |
| --------------------------------------------------------- | --- |
| - No mínimo 50 pessoas - Homens não são aceitos nesta ala | - No mínimo 70 pessoas - Homens não são aceitos nesta ala, e no regulamento recomenda-se às agremiações que produzam as fantasias desta ala de maneira a ser confortável para as sambistas. |

### Baterias
| Desfile das escolas de samba de São Paulo | Desfile das escolas de samba do Rio de Janeiro |
| ----------------------------------------- | ---------------------------------------------- |
| - No mínimo 200 pessoas                   | - No mínimo 200 pessoas                        |

## Apuração

### Quantidade de Jurados
| Desfile das escolas de samba de São Paulo | Desfile das escolas de samba do Rio de Janeiro |
| --- | --- |
| - Quantidade de Jurados: 40 jurados - Em São Paulo, a partir de 2008, um grupo de possíveis julgadores é convocado e, no dia dos desfiles, um sorteio define quais comporão a comissão. - Apuração acontece na terça-feira de Carnaval. | - Quantidade de Jurados: 40 jurados - No Rio, os julgadores são escolhidos pelo presidente da liga responsável pela organização dos desfiles. - Apuração acontece na quarta-feira de cinzas |